# Oinohoe
Oenohoe ali oinohoe (grško Οινοχόη; iz antične grščine οἶνος oînos – 'vino') je vinski vrč, ki je eden ključnih oblik grške keramike.
Je veliko različnih oblik; sir John Beazley razlikuje deset vrst. Najstarejši je  olpe (ὀλπή, olpe), ki je brez izrazite rame in običajno z ročajem, dvignjenim nad ustnico. Vrsta 8 je tisto, kar bi lahko imenovali vrč brez tulca, rahlo ukrivljen v profilu. Hus (χοῦς) je čokata zaobljena oblika z deteljastim ustnikom. Majhni primeri s prizori otrok, kot so na sliki, so bili najdeni v grobovih otrok. 
Lahko so okrašeni ali neokrašeni.  Običajno imajo samo eno ročico na zadnji strani in ustnik v obliki triperesne deteljice. Njihova velikost se precej razlikuje. Največ je visokih do 25 cm, lahko se udobno drži in izlije z eno roko. So pa tudi veliko večji.
Najbolj grški so bili iz pobarvane terakotne keramike, kovinski so bili verjetno tudi pogosti, a so slabše preživeli.  Tako kot pri drugih oblikah so bile različice tudi v kamnu. Včasih so bili uporabljeni kot nagrobnik, pogosto z vklesanim reliefom. V keramiki so nekateri kot plastični, pri čemer je trup oblikovan kot skulptura, po navadi ena ali več človeških glav.
- Vrč 1, višina 22 cm, premer 13,5 cm, Eos preganja Titona. Atiška rdeča figura, 470–460 pr. n. št.
- Vrč 2, višina 23,5 cm, premer 14,3 cm, Atika, 4. stoletje
- Vrč 3, višina 10,5 cm, premer 8,1 cm
- Vrč 7, višina 21 cm, premer 12,8 cm, metalec kopja, atiška rdeča figura, okoli 450 pr. n. št.
- Vrč 8, 8. stoletje pr. n. št.
- Korintski olpe, okoli 575 do okoli 550 pr. n. št., višina 25,2 cm, premer 13,1 cm
- Vrč z dečkom, ki jezdi kozla, zadnje desetletje 5. stoletja pr. n. št.; 9,1 × 7 cm, verjetno uporabljen v otroškem grobu
- Plastična različica z žensko glavo
- Grobni oinohoe, sloves žalujoče ženske, tretja četrtina 4. stoletja pr. n. št.
- Bronasti oinohoe, Nova Zagora, Bolgarija, z ustnikom v obliki deteljice
- Oinohoe slikarja Šuvalova (Berlin F2414) z erotično sceno
- Dipilonski napis, okoli 740 pr. n. št., verjetno najzgodnejši znan grški napis
- Čokati oinohoe s kozorogom in levi, slikar Oterlo, pozno 7. stoletje pr. n. št.
- Apulijska rdeča figura, delavnica Beli Sakos
- Boj med Ajantom in Odisejem za Ahilov oklep. Atiška črna figura, okoli 520 pr. n. št., oklep, kaloški  napis, višina 20 cm, premer 13,7 cm.